# پولانویو
پولانویو (به لاتین: Polanów) یک شهر و گمینا در لهستان است که در گمینا پولانوو واقع شده‌است. پولانویو ۷٫۶۱ کیلومتر مربع مساحت و ۲٬۹۴۹ نفر جمعیت دارد.